# Eric Oelschlägel
Eric Oelschlägel (Hoyerswerda, 1995. szeptember 20. –) német labdarúgó, jelenleg a Borussia Dortmund játékosa.

## Statisztika
2016. augusztus 23. szerint.
| Klub             | Szezon   | Bajnokság | Bajnokság | Kupa  | Kupa | Nemzetközi | Nemzetközi | Összesen | Összesen |
| Klub             | Szezon   | Mérk.     | Gól       | Mérk. | Gól  | Mérk.      | Gól        | Mérk.    | Gól      |
| ---------------- | -------- | --------- | --------- | ----- | ---- | ---------- | ---------- | -------- | -------- |
| Werder Bremen II | 2014–15  | 1         | 0         | 0     | 0    | -          | -          | 1        | 0        |
| Werder Bremen II | 2015–16  | 19        | 0         | 0     | 0    | -          | -          | 19       | 0        |
| Werder Bremen II | Összesen | 20        | 0         | 0     | 0    | 0          | 0          | 20       | 0        |
| Werder Bremen    | 2015–16  | 0         | 0         | 0     | 0    | -          | -          | 0        | 0        |
| Werder Bremen    | 2016–17  | 0         | 0         | 0     | 0    | -          | -          | 0        | 0        |
| Werder Bremen    | Összesen | 0         | 0         | 0     | 0    | 0          | 0          | 0        | 0        |
| Összesen         | Összesen | 2         | 0         | 0     | 0    | 0          | 0          | 2        | 0        |

## Sikerei, díjai
- Werder Bremen II
  - Regionalliga Nord: 2014-2015